# Scarlett Thomas
Scarlett Thomas (nacida el 5 de julio de 1972 en Hammersmith) es una escritora británica, autora de obras de literatura posmoderna contemporánea. Hasta 2022 había publicado diez novelas, incluidas The End of Mr. Y y PopCo, así como la serie de libros para niños Worldquake y Monkeys With Typewriters, un libro sobre cómo liberar el poder de la narración. Es profesora de Escritura Creativa y Ficción Contemporánea en la Universidad de Kent.

## Biografía
Thomas es hija de Francesca Ashurst, y asistió a distintas escuelas, incluida una escuela secundaria estatal en Barking, la Hylands School y un internado durante dieciocho meses. Durante su adolescencia participó en manifestaciones contra el Poll Tax, las armas nucleares y la primera Guerra del Golfo. Estudió para obtener sus niveles A en el Chelmsford College y obtuvo un Primer Puesto en una licenciatura en Estudios Culturales en la Universidad del Este de Londres de 1992 a 1995.
Sus primeras tres novelas tienen como protagonista a Lily Pascale, una profesora de literatura inglesa que resuelve misteriosos asesinatos. Sus siguientes tres novelas, Bright Young Things (2001), Going Out (2002) y PopCo (2004), la alejaron del género de ficción y las usó para "explorar lo que significa estar atrapado en una cultura donde tu identidad está definida por la cultura pop".
Su siguiente novela, The End of Mr. Y de 2006, le supuso adquirir un nuevo nivel de éxito, y se vendió en 22 países. Cuatro años más tarde publicó "Our Tragic Universe" (Nuestro universo trágico), originalmente titulado "Death of the Author" (La muerte del autor). Al escribir su novena novela, "The Seed Collectors" (Los recolectores de semillas), su investigación incluyó estudiar para obtener una maestría en etnobotánica.
Recientemente, Thomas comenzó a escribir literatura infantil, publicando "Dragon's Green" en 2017, el primero de la serie Worldquake. Le siguió The Chosen Ones en 2018 y Galloglass en 2019. Escribió sobre sus experiencias escribiendo ficción para niños, incluido cuánto disfrutó de construcción de mundos.
Además de escribir ficción, ha enseñado escritura creativa en la Universidad de Kent desde 2004, y anteriormente ha enseñado en el Dartmouth Community College, South East Essex College y la Universidad de East London. También escribe reseñas de libros para la Literary Review, The Independent y Scotland on Sunday. Así mismo, como miembro del jurado del Festival Internacional de Cine de Edimburgo (2008), junto con el director Iain Softley y presidido por el actor Danny Huston.
Thomas manifestó que estaba trabajando en un libro llamado 41-0 sobre su año de regreso al tenis: dejó de jugar cuando tenía 14 años, pero lo retomó en 2013 para ver "lo alto que podría llegar en las listas de clasificación para [su] edad", participando en el torneo de Seniors de Wimbledon en 2014. Canalizó su condición atlética para correr y caminar, y la monitorizó a través de numerosas aplicaciones, lo que le llevó a darse cuenta de que había estado actuando de manera obsesiva sobre su estado físico, lo que relató en The Guardian en 2015. Este estado de cosas fue seguido, en sus palabras, por un colapso.
Comparte con Ariel, la protagonista de El fin de Mr. Y, un deseo por saberlo todo:
"Soy alguien que desea con ansia encontrar respuestas. Quiero saber qué hay fuera del universo, qué hay al final de los tiempos, y ¿hay un Dios? Pero creo que la ficción es genial para eso, está muy cerca de la filosofía."

## Reconocimientos
En 2001, Thomas fue nombrada por The Independent como uno de los 20 mejores escritores jóvenes. En 2002 ganó el premio a Mejor Nueva Escritora en los Elle Style Awards, y también apareció como autora en New Puritans, un proyecto liderado por los novelistas Matt Thorne y Nicholas Blincoe que consiste en un manifiesto y una antología de cuentos.

## Trabajos

### Novelas
- "Dead Clever" (Muerto inteligente) (1998)
- "In Your Face" (En tu cara) (1999)
- "Seaside" (A orillas del mar) (1999)
- "Bright Young Things" (Cosas jóvenes brillantes) (2001)
- "Going Out" (Salir) (2002)
- "PopCo" (2004)
- "The End of Mr. Y" (El final de Mr. Y) (2006)
- "Our Tragic Universe" (Nuestro universo trágico) (2010)
- "The Seed Collectors" (Los recolectores de semillas) (2015)
- "Oligarchy" (Oligarquía) (2019)

### Ficción infantil
- "Dragon’s Green"  (Verde de dragón) (2017)
- "The Chosen Ones"  (Los elegidos) (2018)
- Galloglass (2019)

### Cuentos cortos
- "Brother and Sister and Foot" - Curly Tales series, on Radio 4, August 2005
- "Interlude" -  Product Magazine, Winter 04-05
- "The Whole Country"  -  Zembla Magazine, Summer 2004
- "Why My Grandmother Learned to Play the Flute"  - Curly Tales series, on Radio 4, November 2003
- "The Old School Museum" -  Big Night Out, HarperCollins, 2002
- "Debbie’s Dreams" - The Stealth Corporation magazine, 2002
- "Goldfish" - Butterfly Magazine, Issue 5, 2000
- "Mind Control" - All Hail the New Puritans, 4th Estate, 2000
- "Five Easy Ways with Chilli" - 2008[17]

### De no ficción
- "Monkeys with Typewriters: How to Write Fiction and Unlock the Secret Power of Stories" (Monos con máquinas de escribir: cómo escribir ficción y desbloquear el poder secreto de las historias) (2012)
- "41-Love: A Memoir" (41-Amor: Memorias) (2022)